# It's Your Move
 (avril 2021).
Si vous disposez d'ouvrages ou d'articles de référence ou si vous connaissez des sites web de qualité traitant du thème abordé ici, merci de compléter l'article en donnant les références utiles à sa vérifiabilité et en les liant à la section « Notes et références ».
It's Your Move est une sitcom créée par Ron Leavitt et Michael G. Moye, avec Jason Bateman, Tricia Cast, Caren Kaye, Ernie Sabella, David Garrison, et Garrett Morris. Cette émission fut diffusée sur la chaine américaine NBC du 26 septembre 1984 au 23 février 1985.